# Conor Fahy
Conor Fahy (* 17. Februar 1928 in Floriana; † 1. Januar 2009 in Ely) war ein britischer Romanist, Italianist und Bibliograf irischer Abstammung.

## Leben und Werk
Fahy studierte am Queens’ College (Cambridge). Er promovierte in Manchester und lehrte zuerst an der Universität Edinburgh. Ab 1967 lehrte er am Birkbeck College der University of London, zuerst als Reader, von 1970 bis 1983 als Professor für Italienisch. Von 1979 bis 1983 war er Vorsitzender der Society for Italian Studies. 1989 wurde er Honorary Research Fellow am University College London.
Fahy war Ehrendoktor der Universität Udine (1997) und Träger der Serena Medal der British Academy (2007).

## Werke
- Saggi di bibliografia testuale, Padua 1988
- L'Orlando furioso del 1532. Profilo di una edizione, Mailand 1989
- (Hrsg.) Zefirino Campanini, Istruzioni pratiche ad un novello capo-stampa, o sia Regolamento per la direzione di una tipografica officina (1789), Florenz 1998